# Audi en Fórmula 1
El fabricante alemán de automóviles Audi ingresará a la Fórmula 1 en 2026 como proveedor de motores y equipo oficial. Tendrá su sede en Neuburg, Alemania. Por motivos de patrocinio, el equipo se llamará «Revolut Audi F1 Team».

## Historia

### Orígenes
Tras muchos rumores sobre la entrada de Audi y Porsche en la Fórmula 1, el anuncio de Audi se realizaría en el Gran Premio de Bélgica de 2022. En el anuncio, se habló de que Audi fabricaría su propia unidad de potencia dentro del próximo ciclo del reglamento que entraría en vigor en 2026. Se espera que Audi compre un alto porcentaje de Sauber en 2025, esto para ingresar a nombre completo en 2026.

## Desarrollo
Antes de la celebración del Gran Premio de la Ciudad de México de 2022, el 26 de octubre, se anunció que el equipo ingresará a la Fórmula 1 con Sauber. Además, Audi se convertirá en accionista.
En la presentación de su proyecto en Madrid, Audi reveló que ya están trabajando en el motor que se usará para 2026, aunque insistían en que aún no habían decidido en qué chasis estaría. Los motores, hasta ese curso con las nuevas reglas de unidades de potencia, los empezará a suministrar Ferrari.[cita requerida]
En abril de 2024, Sauber confirmó el fichaje del piloto alemán Nico Hülkenberg a partir de la temporada 2025 con un contrato plurianual. Esto lo confirma como el primer piloto de Audi de cara a la temporada 2026.En noviembre, confirmarían al piloto brasileño Gabriel Bortoleto como segundo piloto.